# Selkupische Sprache
Die selkupische Sprache (früher auch Ostjak-Samojedisch oder Wald-Samojedisch genannt) ist eine der samojedischen Sprachen. Diese bilden gemeinsam mit den finno-ugrischen Sprachen die uralische Sprachfamilie.
Selkupisch ist die einzige noch existierende südsamojedische Sprache. Sie wird vom Volk der Selkupen in der Region zwischen den Flüssen Ob und Jenissei gesprochen. Die Zahl der Muttersprachler wird mit rund 1.500 angegeben (etwa die Hälfte des selkupischen Volkes). Im täglichen Umgang setzt sich jedoch immer mehr das Russische durch. Bis zur vierten Klasse wird an manchen Schulen noch in Nord-Selkupisch unterrichtet.
Das Wort Selkup (šöľqup) bedeutet ursprünglich Mensch im Norden.
Vor der russischen Revolution von 1917 gab es nur wenige religiöse Texte, die im Rahmen der Christianisierung in selkupischer Sprache festgehalten wurden. Eine selkupische Schriftsprache wurde systematisch erst 1931 entwickelt. Man benutzte zunächst das lateinische Alphabet. Ab 1940 und revidiert 1986 ging man zum kyrillischen Alphabet über. Wichtige Forscher des Selkupischen waren Matthias Alexander Castrén und Kai Donner.

## Dialekte
Das Selkupische unterscheidet drei Dialekte:
- Taz (тазовский диалект): Nordselkupisch. Auf ihm baut die Schriftsprache auf. Taz umfasst 25 Vokale und 16 Konsonanten. Der Name leitet sich von den Siedlungsgebieten am Fluss Tas (Таз) ab. Der Dialekt wird von ca. 90 % der Selkupen gesprochen. Heute benutzen ihn bis zu 1.400 Sprecher von ca. 1.700 Angehörigen des Volkes
- Tym (тымский диалект): Mittelselkupisch. Benannt nach dem Fluss Tym (Тым), einem Nebenfluss des Ob. Heute noch ca. 150 Sprecher (von 1700 Angehörigen des Volkes)
- Ket (кетский диалект): Südselkupisch. Benannt nach dem Fluss Ket (Кеть), einem Zustrom des Ob. Heute noch ca. 20 Sprecher (von ca. 200 Angehörigen des Volkes)

## Phonologie

### Konsonanten
Mittel-Taz umfasst 16 Konsonanten.
|                        | bilabial | dental | palatal | velar | uvular |
| ---------------------- | -------- | ------ | ------- | ----- | ------ |
| Plosive                | p        | t      |         | k     | q      |
| Nasale                 | m        | n      | ɲ       | ŋ     |        |
| Vibranten              |          | r      |         |       |        |
| Frikative              |          | s      | ʃʲ      |       |        |
| Affrikate              |          |        | tʃʲ     |       |        |
| Approximanten          | w        |        | j       |       |        |
| laterale Approximanten |          | l      | ʎ       |       |        |

### Vokale
Mittel-Taz umfasst 25 Vokale, wovon allerdings nur 15 in Silben auftreten können, die nicht am Wortanfang stehen.
|             | vorne      | vorne | vorne      | zentral         | hinten     | hinten |
| ungerundet  | ungerundet | ger.  | ungerundet | gerundet        | gerundet   |        |
| gespannt    | ungespannt | ger.  | ungerundet | gespannt        | ungespannt |        |
| geschlossen | i 1 iː     | ɪ ɪː  | y 1 yː 1   | ɨ [ɨ, ɘ] 2 ɨː 1 | u uː 1     | u uː 1 |
| mittel      | e 1 eː 1   | ɛ ɛː  | ø 1 øː 1   | ə 1 əː 1        | o oː       | ɔː     |
| offen       | æ æː       | æ æː  |            | ɑ ɑː            |            |        |

## Grammatik
Das Selkupische ist eine agglutinierende Sprache.

### Nomina
Nomina werden im Selkupischen nach drei Numeri, 13 Kasus und (falls vorhanden) Person und Numerus des Possessors dekliniert.
Sie haben zwei Stammvarianten, wobei der erste Stamm den Nominativ im Singular und der zweite Stamm die Basis für bestimmte abgeleitete Formen bildet. Die Genitivform fungiert außerdem als Basis für einige Formen, was zum gleichzeitigen Erscheinen von zwei Kasus in einer Wortform führen kann.
Die Affixfolge ist Stamm – (Numerus) – (Genitiv) – (Kasus) – (Possessiv).
Die nicht-finiten Verbformen im Selkupischen sind Infinitive, Aktionsnomen, Partizipien und Konverben.

#### Numerus
Es gibt im Selkupischen drei Numeri: Singular, Dual und Plural.
- Singularformen von Nomina sind unmarkiert.

- Dualformen werden mit -qɪ oder bei Personen (insbesondere bei Ausdrücken von Verwandtschaft) mit -oːqɪ, -æːqɪ und -qæːqɪ gebildet. Der Dual wird fast immer verwendet, um auf zwei Personen oder (seltener) Objekte Bezug zu nehmen und nie für Körperteile oder Kleidung.

- Pluralformen werden mit -t und dem zweiten Stamm, in Possessivformen aber mit -iː gebildet.

Zusätzlich zu den drei Numeri gibt es noch eine Kollektivform, die mit dem zweiten Stamm und dem Suffix -ʎ-mɨ gebildet werden kann.

#### Kasus
Die 13 Kasus (Fälle) im Selkupischen lassen sich in Kasus mit grammatikalischer Funktion, Kasus die hauptsächlich örtliche und zeitliche Relationen ausdrücken (Lokalkasus) und Kasus mit appellativer Funktion (Vokativ) unterteilen, wobei der Dativ sowohl eine grammatikalische als auch eine örtliche Funktion übernehmen kann.
| Kasus                  | Stamm   | Affix                             |
| ---------------------- | ------- | --------------------------------- |
| Nominativ              | 1       | -Ø                                |
| Genitiv                | 2       | -n                                |
| Akkusativ              | 2       | -m                                |
| Instrumental           | 1       | -sæ                               |
| Karitiv                | 1       | -kɔːlɨŋ                           |
| Translativ             | Genitiv | -qo                               |
| Koordinativ            | Genitiv | -ʃʲaŋ                             |
| Dativ (Sg.)            | 2       | -nɨŋ                              |
| Dativ (Sg., Dual, Pl.) | Genitiv | -kinɪŋ / -kintɨ                   |
| Illativ (Sg.)          | 1       | -ntɨ nach Vokal, -tɨ nach Konson. |
| Illativ (Dual, Pl.)    | Genitiv | -kinɪŋ                            |
| Lokativ                | 1       | -qɨn                              |
| Elativ                 | 1       | -qɨnɨ                             |
| Prolativ               | 1       | -mɨn                              |
| Vokativ                | 1       | -əː~-ɨː                           |

#### Pronomina
Personalpronomen unterscheiden im Selkupischen zwischen 3 Personen und 3 Numeri. Sie werden nach Kasus, die eine grammatikalische Funktion haben flektiert und haben außerdem besondere emphatische Formen, welche mit dem Suffix -ʎɑ markiert und nur in Subjektposition verwendet werden.
Die Personalpronomen der 3. Person (Sg. təp2, Dual təpæːqɪ, Pl. təpɨt2) werden wie Nomen dekliniert und hauptsächlich für Personen und Tiere benutzt. Für Objekte, Tiere und manchmal auch Personen wird das anaphorische Demonstrativpronomen namɨ benutzt. Die Personalpronomen der 1. und 2. Personen werden wie folgt dekliniert:
Pronominale Subjekte und Objekte werden oft nicht overt realisiert (Pro-Drop), wenn sie nicht topikalisiert sind.
|              | 1. Sg.        | 2. Sg.                      | 1. Dual                               | 2. Dual              | 1. Plural          | 2. Plural            |
| ------------ | ------------- | --------------------------- | ------------------------------------- | -------------------- | ------------------ | -------------------- |
| Nom./Gen.    | mɑn           | tɑn                         | meː                                   | tɛː                  | meː                | tɛː                  |
| Akkusativ    | mɑʃʲɪm / ʃʲɪm | tɑʃʲɪntɨ / ʃʲɪntɨ           | meːʃʲɪmɪː / ʃʲɪmɪː meːʃʲɪnɪː / ʃʲɪnɪː | tɛːʃʲɪntɪː / ʃʲɪntɪː | meːʃʲɪmɨt / ʃʲɪmɨt | tɛːʃʲɪntɨt / ʃʲɪntɨt |
| Instrumental | mɑs-sæ        | tɑs-sæ                      | meː-sæ                                | tɛː-sæ               | meː-sæ             | tɛː-sæ               |
| Karitiv      | mɑt-kɔːlɨŋ    | tɑt-kɔːlɨŋ                  | meː-kɔːlɨŋ                            | tɛː-kɔːlɨŋ           | meː-kɔːlɨŋ         | tɛː-kɔːlɨŋ           |
| Translativ   | mɑt-qo        | tɑt-qo                      | meː-qo / meː-t-qo                     | tɛː-qo / tɛː-t-qo    | meː-qo / meː-t-qo  | tɛː-qo / tɛː-t-qo    |
| Dativ        | mækkæ mɑt-qæŋ | tæntɨ / tæntɨ-nɨŋ tɑt-qæntɨ | meː-qɨɲɪː                             | tɛː-qɨɲtʃʲɪː         | meː-qɨɲɨt          | tɛː-qɨɲtʃʲɨt         |

Die Reflexivpronomen werden wie folgt dekliniert:
|               | Nom./Gen. | Akkusativ                | Instrumental | Dativ                                  |
| ------------- | --------- | ------------------------ | ------------ | -------------------------------------- |
| 1. Sg.        | on-æŋ     | on-æq-qoʃʲɑ-noː(-qo)     | on-æk-sæ     | on-æq-qæŋ / on-æq-qoʃʲa-qæŋ            |
| 2. Sg.        | on-æntɨ   | on-æntɨ-qoʃʲɑ-n-toː(-qo) | on-æntɨ-sæ   | on-æntɨ-qæntɨ / on-æntɨ- qoʃʲɑ-qæntɨ   |
| 3. Sg.        | on-tɨ     | on-tɨ-qoʃʲɨ-n-toː(-qo)   | on-tɨ-sæ     | on-tɨ-qɨn-tɨ / on-tɨ-qoʃʲoː-qɨn-tɨ     |
| 1. Du.        | on-ɪː     | on-ɪː-qoʃʲɨ-n-ɪː(-qo)    | on-ɪː-sæ     | on-ɪː-qɨn-ɪː / on-ɪː-qoʃʲoː-qɨn-ɪː     |
| 2. Du./3. Du. | on-tɪː    | on-tɪː-qoʃʲɨ-n-tɪː(-qo)  | on-tɪː-sæ    | on-tɪː-qɨn-tɪː / on-tɪː-qoʃʲoː-qɨn-tɪː |
| 1. Pl.        | on-ɨt     | on-ɨt-qoʃʲɨ-n-ɨt(-qo)    | on-ɨs-sæ     | on-ɨt-qɨn-ɨt / on-ɨt-qoʃʲoː-qɨn-ɨt     |
| 2. Pl./3. Pl. | on-tɨt    | on-tɨt-qoʃʲɨ-n-tɨt(-qo)  | on-tɨs-sæ    | on-tɨt-qɨn-tɨt / on-tɨt-qoʃʲoː-qɨn-tɨt |

Das Selkupische hat Demonstrativpronomen und Interrogativpronomen, welche auch als Relativpronomen fungieren.
Indefinitpronomen werden mit den Partikeln qos/qoʃʲ und ɛːmæ und den Interrogativpronomen gebildet.

#### Possessivsuffixe
Die Possessivsuffixe im Selkupischen enthalten sowohl Informationen über den Possessor (Numerus und Person) als auch Information über den Kasus der Possession.
Die Suffixe sind wie folgt:
|            | 1. Sg. | 2. Sg. | 3. Sg. | 1. Du. | 2. Du. | 3. Du. | 1. Pl. | 2. Pl. | 3. Pl. |
| ---------- | ------ | ------ | ------ | ------ | ------ | ------ | ------ | ------ | ------ |
| Nominativ  | -mɨ -m | -lɨ    | -tɨ    | -mɪː   | -lɪː   | -tɪː   | -mɨt   | -lɨt   | -tɨt   |
| Gen., Akk. | -ɨ     | -tɨ    | -tɨ    | -ɪː    | -tɪː   | -tɪː   | -ɨt    | -tɨt   | -tɨt   |

Die Possessivformen der Lokalkasus (Prolativ, Illativ, Lokativ, Elativ) werden mit den Genitiv/Akkusativ-Suffixen gebildet.
Die Possessivformen der restlichen Fälle (Instrumental, Karitiv, Translativ, Koordinativ, Dativ) werden mit der Genitivform des Stammes und den Genitiv/Akkusativ-Suffixen gebildet.

### Verben
Verben werden im Selkupischen nach Konjugationstyp (Subjektiv/Objektiv), Tempus, Modus und Evidentialität flektiert. Aspekt wird durch Derivation ausgedrückt.
Bei finiten Verben ist die Affixfolge Stamm – (Modus) – (Tempus) – (Evidentialität) – Person.

#### Konjugation
Das Selkupische hat zwei Konjugationstypen: Subjektive und objektive Konjugation. Intransitive Verben können nur mit Suffixen des subjektiven Typs konjugiert werden, während transitive Verben mit beiden Typen konjugiert werden können.
Es gibt mehrere Suffixe, die es ermöglichen, intransitive Verben transitiv zu machen (-tɨ, -rɨ, -ptɨ, -mtɨ, -ɑltɨ und -æptɨ) und solche, die es ermöglichen, transitive Verben zu detransivieren. (-tʃʲɨ, -ɨ, Aspektmarker -ɪː, -ɪʎtʃʲɨ, -mɔːt)
|                 | Alle Modi außer Imperativ | Alle Modi außer Imperativ | Imperativ             | Imperativ          |
| Subjektiver Typ | Objektiver Typ            | Subjektiver Typ           | Objektiver Typ        |                    |
| --------------- | ------------------------- | ------------------------- | --------------------- | ------------------ |
| 1. Sg.          | -ɑk, -k                   | -ɑm, -m                   |                       |                    |
| 2. Sg.          | -ɑntɨ, -ntɨ               | -ɑl, -l                   | -æʃʲɨk, -æʃʲ, -ɨk, -k | -ætɨ, -æt, -tɨ, -ɨ |
| 3. Sg.          | -ɑ, -ɨ, -Ø                | -ɨtɨ, -tɨ                 | -ɨjæ, -ɪː             | -ɨmtɨjæ, -ɨmtɪː    |
| 1. Du.          | -ɔːmɪː, -mɪː, -ɛi̯, -ɪː    | -ɔːmɪː, -mɪː, -ɛi̯, -ɪː    |                       |                    |
| 2. Du.          | -ɔːlɪː, -lɪː              | -ɔːlɪː, -lɪː              | -ɨlɪː                 | -ɨlɪː              |
| 3. Du.          | -ɔːqɪ, -qɪ                | -ɨtɪː, -tɪː, -ɔːtɪː       | -ɨjæːqɪ               | -ɨmtɨjæːqɪː        |
| 1. Pl.          | -ɔːmɨt, -mɨt              | -ɔːmɨt, -mɨt              |                       |                    |
| 2. Pl.          | -ɔːlɨt, -lɨt              | -ɔːlɨt, -lɨt              | -ɨt, -ɨlɨt            | -ɨlɨt, -ɔːtɨ       |
| 3. Pl.          | -ɔːtɨt, -tɨt              | -ɔːtɨt, -tɨt              | -ɨjæːtɨt              | -ɨmtɨjæːtɨt        |

#### Tempora
Im Indikativ-Modus wird im Selkupischen zwischen 4 Tempora unterschieden: Präsens, Futur, Präteritum und dem Narrativen Präteritum. Im Inferential-Modus wird nur zwischen Präsens, Futur und dem Narrativen Präteritum unterschieden.
- Das Präsens ist unmarkiert und bezeichnet bei Prozess- und Zustandsverben eine zum Sprechzeitpunkt (noch) andauernde Situation. Bei Ereignisverben bezeichnet es einen Punkt in der nahen Vergangenheit.

- Das Futur wird mit -t(ɨ), -nt(ɨ), -ɛnt(ɨ) und -tɛnt(ɨ) gebildet. Es bezeichnet zukünftige Handlungen.

- Das Präteritum wird mit -s gebildet und bezeichnet Handlungen in der Vergangenheit.

- Das Narrative Präteritum wird mit -mpɨ und -pɨ gebildet. Es drückt sowohl Evidentialität als auch Vergangenheit aus und wird in Geschichten verwendet.[11]

#### Aspekt
Aspekt wird im Selkupischen mit Derivationssuffixen angezeigt:
| Aspekt                | Suffix(e) |
| --------------------- | --- |
| Imperfektiv           | -tɨ, -ntɨ, -ɛntɨ, -tɛntɨ, -tʃʲɛntɨ |
| Habitual              | -kk, -k |
| Iterativ              | -kɨʎoʎɨmpɨ, -kkɨʎoʎɨmpɨ, -kiʎoʎpɨ, -kkiʎoʎpɨ, -kɨʎoʎmɨmpɨ, -kkɨʎoʎmɨmpɨ, -koʎpɨ, -kkoʎpɨ, -koʎɨmpɨ, -kkoʎɨmpɨ, -koʎmɨmpɨ, -kkoʎmɨmpɨ, -koʎtʃʲɨmpɨ, -kkoʎtʃʲɨmpɨ |
| Durativ/Resultativ    | -mp, -p |
| Intensiv-Perfektiv    | -ɛː, -ʎtʃʲɨ, -ɛʎtʃʲɨ, -ɪː, -ɪʎtʃʲɨ |
| Semelfaktiv-Perfektiv | -mɔːt |
| Inchoativ             | -llælɨ/-ælɨ/-lɨ/-lɛlælɨ/-ɛlælɨ, -ɑʎ |
| Singulativ            | -ætɔːl, -tɔːl, -ɔːl, -ɑl, -qɨl-ɛː |

#### Modi
Im Selkupischen kann zwischen 6 Modi unterschieden werden.
- Der Indikativ drückt die Wirklichkeit aus und ist unmarkiert.

- Der Imperativ ist die Befehlsform und hat eigene Suffixe für Numerus und Person. Er wird mit dem Partikel ɨkɨ negiert.

- Der Konditional drückt eine Bedingung im Präsens oder Futur aus. Er wird mit -mmæ, -mæ und -ɨmmæ gebildet.

- Der Subjunktiv drückt ungeschehene Handlungen, irreale Bedingungen oder Konsequenzen und (schwer erfüllbare) Wünsche aus. Er wird mit dem nach dem Verb stehenden Partikel ɛnæ und dem Verb in der Präteritumform des Indikativs gebildet.

- Der Optativ drückt gewünschte oder passende Geschehnisse in der Zukunft aus. Er wird mit den Suffixen -læ und -l gebildet und oft zusätzlich mit dem Partikel sæ vor oder nach dem Verb markiert. Er wird mit dem Partikel ɨkɨ negiert.

- Der Debitiv drückt obligatorische oder zwanghafte Geschehnisse in der Zukunft aus. Er wird mit -psɔːt und -sɔːt gebildet.[13]

#### Evidentialität
Verben können im Selkupischen im Inferential und im Auditiv stehen, um bestimmte Beziehungen zwischen Sprecher und dem Gesprochenen darzustellen.
- Der Inferential wird mit dem Suffix -nt markiert und zur Beschreibung von Geschehnissen verwendet, über die Information vermittelt wird, obwohl sie nicht direkt miterlebt wurden.

- Der Auditiv wird mit -kunæ und -kun markiert und zur Beschreibung von Geschehnissen verwendet, die auf irgendeine Art und Weise miterlebt werden (meist durch Hören).[4]

#### Negation
Verben im Präsens, Futur oder Narrativen Präteritum werden mit dem Partikel ɑʃʲʃʲɑ/ɑʃʲʃʲ/ɑʃʲ negiert, welcher vor dem Verb steht. Verben im Präteritum werden mit dem negativen Existentialverb tʃʲæːŋkɨ-qo negiert, wobei es vor oder nach dem negierten Verb stehen kann und zu dem Partikel tʃʲæː reduziert werden kann, der meistens vor dem negierten Verb steht.

### Syntax
Die übliche Wortfolge im Selkupischen ist Subjekt-Objekt-Prädikat, womit Selkupisch eine SOV- oder SXV-Sprache ist, aber die Reihenfolge hängt von der Informationsstruktur ab. Topikalisierte Konstituenten stehen in der linken Satzperipherie, während weitere Information wie beispielsweise ein zweites Topik in der rechten Satzperipherie (also nach dem Verb) stehen.
In einer Nominalphrase steht im Selkupischen das Nomen generell am Ende, während Modifikatoren vor ihm stehen. Es gibt keine Kongruenz mit dem Kopf.
In Hauptsätzen steht das Subjekt immer im Nominativ. Ein direktes Objekt steht im Akkusativ oder Nominativ, während Pronomina als direkte Objekte immer eine Akkusativmarkierung haben. Das Prädikat kongruiert allgemein mit dem Subjekt in Person und Numerus. In Nebensätzen mit nicht-finiten Prädikaten steht das Subjekt im Genitiv. Kongruenz mit dem Subjekt wird manchmal mit einem Genitiv-Possessivsuffix markiert.
Interrogative können an den Satzanfang bewegt werden, müssen es aber nicht und können auch in situ bleiben.